# 蒂里杰米尔峰
蒂里杰米尔峰，位于巴基斯坦西北边境省奇特拉尔县境内，是兴都库什山脉的最高峰，海拔7,708米，为世界第33高峰。1950年，挪威探险家阿恩·內斯（Arne Næss）首先成功攀登蒂里杰米尔峰。离山峰最近的村庄为蒂里杰村，主要使用科瓦语。
攀登该山峰的登山者中几乎每年都有人失踪或伤亡，因其不慎掉入冰隙。